# Liste der Kulturdenkmale in Wasungen
Die Liste der Kulturdenkmale in Wasungen umfasst die als Ensembles, Straßenzüge und Einzeldenkmale erfassten Kulturdenkmale in der thüringischen Stadt Wasungen im Landkreis Schmalkalden-Meiningen mit dem Stand vom 24. Februar 2025.
Die Angaben in der Liste ersetzen nicht die rechtsverbindliche Auskunft der zuständigen Denkmalschutzbehörde.

## Legende
- Bild: zeigt ein Bild des Kulturdenkmals und gegebenenfalls einen Link zu weiteren Fotos des Kulturdenkmals im Medienarchiv Wikimedia Commons
- Bezeichnung: Name, Bezeichnung oder die Art des Kulturdenkmals
- Lage: Wenn vorhanden Straßenname und Hausnummer des Kulturdenkmals; Grundsortierung der Liste erfolgt nach dieser Adresse. Der Link Karte führt zu verschiedenen Kartendarstellungen und nennt die Koordinaten des Kulturdenkmals.
 Kartenansicht, um Koordinaten zu setzen – in dieser Kartenansicht sind Kulturdenkmale ohne Koordinaten mit einem roten bzw. orangen Marker dargestellt und können in der Karte gesetzt werden. Kulturdenkmale ohne Bild sind mit einem blauen bzw. roten Marker gekennzeichnet, Kulturdenkmale mit Bild mit einem grünen bzw. orangen Marker.
- Datierung: gibt das Jahr der Fertigstellung beziehungsweise das Datum der Erstnennung oder den Zeitraum der Errichtung an
- Beschreibung: bauliche und geschichtliche Einzelheiten des Kulturdenkmals, vorzugsweise die Denkmaleigenschaften
- ID: Die ID identifiziert das Kulturdenkmal eindeutig. In Thüringen sind aktuell keine IDs veröffentlicht. In der ID-Spalte kann sich auch folgendes Icon  befinden, dies führt zu Angaben zu diesem Kulturdenkmal bei Wikidata.

## Stadtbefestigung
| Bild | Bezeichnung | Lage                                                       | Datierung | Beschreibung | ID |
| ---- | ----------- | ---------------------------------------------------------- | --------- | ------------ | -- |
| BW   | Stadtmauer  | Wasungen, Kirchweg o. Nr.; Mühlgasse; Vulpiusstieg (Karte) |           |              |    |

## Ensembles
| Bild | Bezeichnung                                 | Lage | Datierung | Beschreibung | ID |
| --- | ------------------------------------------- | --- | --------- | ------------ | -- |
| [[Vorlage:Bilderwunsch/code!/O:!/C:50.663241,10.369141!/D:Amtsgasse 1, 2, 3, 4, 5, 6, 8, 10; Brunnenplatz 1, 2, 3, 4, 5, 6, 7, 8, 9; Engelsgasse 1, 2, 4, 4a, 6, 7, 8, 13, 15, 17, 19, 21, 29, 31, 35; Fellerhofgasse 1, 2; Fellerhofstieg 1, 2; Fischergasse 1, 2, 3, 6; Gartenstraße 1, 2, 4; Kaffeegasse 2; Kirchweg 1, 2, 3, 4, 5, 6, 7, 8, 10, 12, 14, 16; Löwengasse 1, 2, 4, 5, 6; Maienhof 1, 2, 4, 5, 6; Markt 1, 2, 3, 4, 5, 6, 7, 8, 10, 12, 14, 16; Meininger Straße 1, 2, 3, 5; Mühlgasse 2, 3, 4, 6; Neutor 1, 2, 6, 8, 9, 10, 14, 16, 19, 22, 23, 24, 25, 26, 28, 29, 30; Obere Hauptstraße 1, 3, 4, 5, 6, 7, 8, 9, 10, 11, 12, 13, 14, 15, 16, 17; Obertor 1, 3, 5, 6, 7, 8, 9, 11, 13, 14, 15, 16, 17, 18, 19, 20; Pfaffenburgstieg 1; Schloßbergstraße 2, 4, 7, 11, 12, 13, 15, 16, 17, 18; Schmiedegasse 2; Schulgasse 1, 2, 3, 4, 5, 6, 7, 8, 10; Turmgasse 1, 3b, 5, 9; Untere Hauptstraße 1, 2, 3, 4, 5, 6, 7, 8, 9, 10, 12, 14, 16, 18, 20, 22, 24, 26, 28, 30, 32, 34, 36, 38, 40, 42; Untertor 1, 6, 12, 18, 20, 24, 26, 28, 30, 32; Vulpiusstieg 2; Windtal 1, 34, 5, 6, 7, 9, 9a, Bauliche Gesamtanlage Altstadt Wasungen!/\|BW]] | Bauliche Gesamtanlage Altstadt Wasungen     | Wasungen, Amtsgasse 1, 2, 3, 4, 5, 6, 8, 10; Brunnenplatz 1, 2, 3, 4, 5, 6, 7, 8, 9; Engelsgasse 1, 2, 4, 4a, 6, 7, 8, 13, 15, 17, 19, 21, 29, 31, 35; Fellerhofgasse 1, 2; Fellerhofstieg 1, 2; Fischergasse 1, 2, 3, 6; Gartenstraße 1, 2, 4; Kaffeegasse 2; Kirchweg 1, 2, 3, 4, 5, 6, 7, 8, 10, 12, 14, 16; Löwengasse 1, 2, 4, 5, 6; Maienhof 1, 2, 4, 5, 6; Markt 1, 2, 3, 4, 5, 6, 7, 8, 10, 12, 14, 16; Meininger Straße 1, 2, 3, 5; Mühlgasse 2, 3, 4, 6; Neutor 1, 2, 6, 8, 9, 10, 14, 16, 19, 22, 23, 24, 25, 26, 28, 29, 30; Obere Hauptstraße 1, 3, 4, 5, 6, 7, 8, 9, 10, 11, 12, 13, 14, 15, 16, 17; Obertor 1, 3, 5, 6, 7, 8, 9, 11, 13, 14, 15, 16, 17, 18, 19, 20; Pfaffenburgstieg 1; Schloßbergstraße 2, 4, 7, 11, 12, 13, 15, 16, 17, 18; Schmiedegasse 2; Schulgasse 1, 2, 3, 4, 5, 6, 7, 8, 10; Turmgasse 1, 3b, 5, 9; Untere Hauptstraße 1, 2, 3, 4, 5, 6, 7, 8, 9, 10, 12, 14, 16, 18, 20, 22, 24, 26, 28, 30, 32, 34, 36, 38, 40, 42; Untertor 1, 6, 12, 18, 20, 24, 26, 28, 30, 32; Vulpiusstieg 2; Windtal 1, 34, 5, 6, 7, 9, 9a (Karte) |           |              |    |
| BW | Schloss mit Park, ehemals Gut Sinnershausen | Hümpfershausen, Sinnershäuser Straße 21, 23, 25, 42 (Karte) |           |              |    |

## Einzeldenkmale nach Gemarkungen

### Wasungen
| Bild                                    | Bezeichnung                                           | Lage                                                                                  | Datierung | Beschreibung    | ID |
| --------------------------------------- | ----------------------------------------------------- | ------------------------------------------------------------------------------------- | --------- | --------------- | -- |
| BW                                      | Forsthaus                                             | Wasungen, Amtsgasse 4 (Karte)                                                         |           |                 |    |
| BW                                      | Wohnhaus                                              | Wasungen, Amtsgasse 6 (Karte)                                                         |           |                 |    |
| BW                                      | Wohnturm                                              | Wasungen, Amtsgasse 6 (Karte)                                                         |           |                 |    |
| weitere Bilder Fotos hochladen          | Amtshof: Amtshaus                                     | Wasungen, Amtsgasse 8 (Karte)                                                         |           |                 |    |
| weitere Bilder Fotos hochladen          | Amtshof: Portal                                       | Wasungen, Amtsgasse 6, 8 (Karte)                                                      |           |                 |    |
| BW                                      | Amtshof: Mauer                                        | Wasungen, Amtsgasse 6, 8 (Karte)                                                      |           |                 |    |
| BW                                      | Amtshof: Prellstein                                   | Wasungen, Amtsgasse 6, 8 (Karte)                                                      |           |                 |    |
| BW                                      | Ehemalige Fronveste bzw. Gefängnis, nachmals Stadtbad | Wasungen, Amtsgasse 10 (Karte)                                                        |           |                 |    |
| BW                                      | Wohnhaus                                              | Wasungen, Bahnhofstraße 8 (Karte)                                                     |           |                 |    |
| BW                                      | Scheune                                               | Wasungen, Bahnhofstraße 8 (Karte)                                                     |           |                 |    |
| BW                                      | Post                                                  | Wasungen, Bahnhofstraße 14 (Karte)                                                    |           |                 |    |
| BW                                      | Empfangsgebäude                                       | Wasungen, Bahnhofstraße 19 (Karte)                                                    |           |                 |    |
| BW                                      | Güterhalle                                            | Wasungen, Bahnhofstraße 19 (Karte)                                                    |           |                 |    |
| BW                                      | Wohnhaus                                              | Wasungen, Damaschkestraße 12 (Karte)                                                  |           |                 |    |
| weitere Bilder Fotos hochladen          | Wohnhaus                                              | Wasungen, Engelsgasse 2 (Karte)                                                       |           |                 |    |
| weitere Bilder Fotos hochladen          | Wohnhaus                                              | Wasungen, Engelsgasse 4 (Karte)                                                       |           |                 |    |
| BW                                      | Nebengelaß                                            | Wasungen, Engelsgasse 4 (Karte)                                                       |           |                 |    |
| weitere Bilder Fotos hochladen          | Wohnhaus                                              | Wasungen, Engelsgasse 29 (Karte)                                                      |           |                 |    |
| weitere Bilder Fotos hochladen          | Wohnhaus                                              | Wasungen, Engelsgasse 31 (Karte)                                                      |           |                 |    |
| BW                                      | Pfarrhaus                                             | Wasungen, Engelsgasse 35 (Karte)                                                      |           |                 |    |
| weitere Bilder Fotos hochladen          | Wohnhaus Fellehof                                     | Wasungen, Fellehof 1, 2 (Karte)                                                       |           |                 |    |
| BW                                      | Wohnhaus                                              | Wasungen, Fellehofstieg 1 (Karte)                                                     |           |                 |    |
| BW                                      | Wohnhaus                                              | Wasungen, Fischergasse 1 (Karte)                                                      |           |                 |    |
| BW                                      | Bahnwärterhaus                                        | Wasungen, Grumbach 2 (Karte)                                                          |           |                 |    |
| Direkt Bild zu diesem Denkmal hochladen | Sägewerk                                              | Wasungen, Katzweg o. Nr.                                                              |           |                 |    |
| BW                                      | Wohnhaus                                              | Wasungen, Kirchweg 1 (Karte)                                                          |           |                 |    |
| BW                                      | Wohnhaus                                              | Wasungen, Kirchweg 3 (Karte)                                                          |           |                 |    |
| BW                                      | Wohnhaus                                              | Wasungen, Kirchweg 4 (Karte)                                                          |           |                 |    |
| BW                                      | Gehöft                                                | Wasungen, Kirchweg 7 (Karte)                                                          |           |                 |    |
| weitere Bilder Fotos hochladen          | Wohnhaus                                              | Wasungen, Kirchweg 8 (Karte)                                                          |           |                 |    |
| BW                                      | Wohnhaus                                              | Wasungen, Kirchweg 12 (Karte)                                                         |           |                 |    |
| weitere Bilder Fotos hochladen          | Evangelische Stadtkirche St. Trinitatis               | Wasungen, Kirchweg 14 (Karte)                                                         |           | mit Ausstattung |    |
| BW                                      | Kirchhof                                              | Wasungen, Kirchweg 14 (Karte)                                                         |           |                 |    |
| BW                                      | Wohnhaus Pfaffenburg                                  | Wasungen, Kirchweg 16 (Karte)                                                         |           |                 |    |
| BW                                      | Scheune                                               | Wasungen, Löwengasse 1 (Karte)                                                        |           |                 |    |
| weitere Bilder Fotos hochladen          | Gehöft Maienhof                                       | Wasungen, Maienhof 4, 5 (Karte)                                                       |           |                 |    |
| weitere Bilder Fotos hochladen          | Burg Maienluft und Burgberg                           | Wasungen, Marienluftstraße 1 (Karte)                                                  |           |                 |    |
| weitere Bilder Fotos hochladen          | Wohnhaus                                              | Wasungen, Markt 2 (Karte)                                                             |           |                 |    |
| weitere Bilder Fotos hochladen          | Wohn- und Geschäftshaus                               | Wasungen, Markt 4 (Karte)                                                             |           |                 |    |
| weitere Bilder Fotos hochladen          | Wohn- und Geschäftshaus                               | Wasungen, Markt 6 (Karte)                                                             |           |                 |    |
| weitere Bilder Fotos hochladen          | Rathaus                                               | Wasungen, Markt 7 (Karte)                                                             |           | mit Ausstattung |    |
| weitere Bilder Fotos hochladen          | Wohnhaus                                              | Wasungen, Markt 8 (Karte)                                                             |           |                 |    |
| weitere Bilder Fotos hochladen          | Wohnhaus                                              | Wasungen, Markt 10 (Karte)                                                            |           |                 |    |
| weitere Bilder Fotos hochladen          | Wohnhaus                                              | Wasungen, Markt 11 (Karte)                                                            |           |                 |    |
| weitere Bilder Fotos hochladen          | Wohnhaus                                              | Wasungen, Markt 12 (Karte)                                                            |           |                 |    |
| weitere Bilder Fotos hochladen          | Wohn- und Geschäftshaus                               | Wasungen, Markt 14 (Karte)                                                            |           |                 |    |
| weitere Bilder Fotos hochladen          | Wohnhaus                                              | Wasungen, Markt 16 (Karte)                                                            |           |                 |    |
| BW                                      | Forsthaus Oberförsterei                               | Wasungen, Mehmelser Straße 1 (Karte)                                                  |           |                 |    |
| BW                                      | Wohnhaus                                              | Wasungen, Meininger Straße 23 (Karte)                                                 |           |                 |    |
| BW                                      | Gehöft                                                | Wasungen, Meininger Straße 24 (Karte)                                                 |           |                 |    |
| BW                                      | Brücke Ziegensteg                                     | Wasungen, Mühlgasse o. Nr. (Karte)                                                    |           |                 |    |
| BW                                      | Gehöft                                                | Wasungen, Mühlgasse 3 (Karte)                                                         |           |                 |    |
| BW                                      | Wohnhaus                                              | Wasungen, Mühlgasse 4 (Karte)                                                         |           |                 |    |
| BW                                      | Wohnhaus                                              | Wasungen, Mühlgasse 6 (Karte)                                                         |           |                 |    |
| BW                                      | Scheune                                               | Wasungen, Mühlgasse 6 (Karte)                                                         |           |                 |    |
| BW                                      | Wohnhaus                                              | Wasungen, Neutor 6 (Karte)                                                            |           |                 |    |
| BW                                      | Wohn- und Geschäftshaus                               | Wasungen, Obere Hauptstraße 1 (Karte)                                                 |           |                 |    |
| BW                                      | Wohnhaus                                              | Wasungen, Obere Hauptstraße 10 (Karte)                                                |           |                 |    |
| BW                                      | Wohn- und Geschäftshaus                               | Wasungen, Obertor 1 (Karte)                                                           |           |                 |    |
| BW                                      | Saalbau                                               | Wasungen, Obertor 1 (Karte)                                                           |           |                 |    |
| BW                                      | Wohnhaus                                              | Wasungen, Obertor 3 (Karte)                                                           |           |                 |    |
| BW                                      | Wohnhaus                                              | Wasungen, Obertor 7 (Karte)                                                           |           |                 |    |
| BW                                      | Wohnhaus                                              | Wasungen, Schloßbergstraße 2 (Karte)                                                  |           |                 |    |
| BW                                      | Wohnhaus                                              | Wasungen, Schloßbergstraße 4 (Karte)                                                  |           |                 |    |
| weitere Bilder Fotos hochladen          | Wohnhaus                                              | Wasungen, Schmiedegasse 2 (Karte)                                                     |           |                 |    |
| weitere Bilder Fotos hochladen          | Wohnhaus                                              | Wasungen, Schulgasse 1 (Karte)                                                        |           |                 |    |
| weitere Bilder Fotos hochladen          | Gehöft Weyenhof                                       | Wasungen, Schulgasse 2 (Karte)                                                        |           | mit Ausstattung |    |
| weitere Bilder Fotos hochladen          | Amtsgebäude Rektorat                                  | Wasungen, Schulgasse 4 (Karte)                                                        |           |                 |    |
| BW                                      | Gehöft                                                | Wasungen, Schulgasse 5 (Karte)                                                        |           |                 |    |
| weitere Bilder Fotos hochladen          | Schule                                                | Wasungen, Schulgasse 6 (Karte)                                                        |           |                 |    |
| weitere Bilder Fotos hochladen          | Wohnhaus                                              | Wasungen, Schulgasse 8 (Karte)                                                        |           |                 |    |
| BW                                      | Wohnhaus                                              | Wasungen, Sorge 1 (Karte)                                                             |           |                 |    |
| Direkt Bild zu diesem Denkmal hochladen | Felsenkeller                                          | Wasungen, Untere Hauptstraße o. Nr.                                                   |           |                 |    |
| weitere Bilder Fotos hochladen          | Wohnhaus                                              | Wasungen, Untere Hauptstraße 1 (Karte)                                                |           |                 |    |
| weitere Bilder Fotos hochladen          | Wohnhaus                                              | Wasungen, Untere Hauptstraße 4 (Karte)                                                |           |                 |    |
| weitere Bilder Fotos hochladen          | Gasthof zum Bären                                     | Wasungen, Untere Hauptstraße 6 (Karte)                                                |           |                 |    |
| weitere Bilder Fotos hochladen          | Wohnhaus mit Nebengelaß                               | Wasungen, Untere Hauptstraße 8 (Karte)                                                |           |                 |    |
| weitere Bilder Fotos hochladen          | Wohnhaus                                              | Wasungen, Untere Hauptstraße 14 (Karte)                                               |           |                 |    |
| weitere Bilder Fotos hochladen          | Wohnhaus                                              | Wasungen, Untere Hauptstraße 16 (Karte)                                               |           |                 |    |
| weitere Bilder Fotos hochladen          | Wohnhaus                                              | Wasungen, Untere Hauptstraße 18 (Karte)                                               |           |                 |    |
| weitere Bilder Fotos hochladen          | Wohnhaus                                              | Wasungen, Untere Hauptstraße 42 (Karte)                                               |           |                 |    |
| weitere Bilder Fotos hochladen          | Ehemaliges Damenstift                                 | Wasungen, Untertor 1 (Karte)                                                          |           | mit Ausstattung |    |
| BW                                      | Einfriedung                                           | Wasungen, Untertor 1 (Karte)                                                          |           |                 |    |
| BW                                      | Scheune                                               | Wasungen, Untertor 13 (Karte)                                                         |           |                 |    |
| BW                                      | Wohnhaus                                              | Wasungen, Untertor 15 (Karte)                                                         |           |                 |    |
| weitere Bilder Fotos hochladen          | Wohnhaus                                              | Wasungen, Windtal 1 (Karte)                                                           |           |                 |    |
| BW                                      | Nebengelaß                                            | Wasungen, Windtal 1 (Karte)                                                           |           |                 |    |
| BW                                      | Friedhof                                              | Wasungen, Zur Peterskirche o. Nr. (Karte)                                             |           |                 |    |
| BW                                      | Totenkirche                                           | Wasungen, Zur Peterskirche o. Nr. (Karte)                                             |           |                 |    |
| BW                                      | Einfriedungsmauer                                     | Wasungen, Zur Peterskirche o. Nr. (Karte)                                             |           |                 |    |
| BW                                      | Epitaph                                               | Wasungen, Zur Peterskirche o. Nr. (Karte)                                             |           |                 |    |
| BW                                      | Ehrenmal 1. Weltkrieg                                 | Wasungen, Zur Peterskirche o. Nr. (Karte)                                             |           |                 |    |
| BW                                      | Distanzstein                                          | Wasungen, Straße Schwarzbach–Schwallungen, Abzweig nach Wasungen Straße K2523 (Karte) |           |                 |    |

### Hümpfershausen
| Bild                           | Bezeichnung                       | Lage                                        | Datierung | Beschreibung    | ID |
| ------------------------------ | --------------------------------- | ------------------------------------------- | --------- | --------------- | -- |
| BW                             | Brunnen                           | Hümpfershausen, Dorfstraße (Karte)          |           |                 |    |
| BW                             | Gefallenendenkmal und Baumbestand | Hümpfershausen, Dorfstraße o. Nr. (Karte)   |           |                 |    |
| BW                             | Brunnen                           | Hümpfershausen, Dorfstraße o. Nr. (Karte)   |           |                 |    |
| BW                             | Brunnen                           | Hümpfershausen, Dorfstraße o. Nr. (Karte)   |           |                 |    |
| BW                             | Wohnhaus                          | Hümpfershausen, Dorfstraße 5 (Karte)        |           |                 |    |
| BW                             | Wohnhaus                          | Hümpfershausen, Dorfstraße 10 (Karte)       |           |                 |    |
| BW                             | Scheune                           | Hümpfershausen, Dorfstraße 10 (Karte)       |           |                 |    |
| BW                             | Wohnhaus                          | Hümpfershausen, Dorfstraße 14 (Karte)       |           |                 |    |
| BW                             | Gehöft                            | Hümpfershausen, Dorfstraße 17 (Karte)       |           |                 |    |
| weitere Bilder Fotos hochladen | Evangelische Kirche               | Hümpfershausen, Dorfstraße 19 (Karte)       |           | mit Ausstattung |    |
| BW                             | Kirchhof                          | Hümpfershausen, Dorfstraße 19 (Karte)       |           |                 |    |
| Fotos hochladen                | Wohnhaus                          | Hümpfershausen, Ellenweg 93 (Karte)         |           |                 |    |
| BW                             | Park                              | Hümpfershausen, Fischergasse o. Nr. (Karte) |           |                 |    |

### Metzels
| Bild                           | Bezeichnung            | Lage                                            | Datierung        | Beschreibung    | ID |
| ------------------------------ | ---------------------- | ----------------------------------------------- | ---------------- | --------------- | -- |
| BW                             | Friedhof               | Metzels, Dumstraße o. Nr. (Karte)               |                  |                 |    |
| BW                             | Brunnen                | Metzels, Dumstraße o. Nr. (Karte)               |                  |                 |    |
| weitere Bilder Fotos hochladen | Evangelische Kirche    | Metzels, Dumstraße 1 (Karte)                    | 6. Dezember 1228 | mit Ausstattung |    |
| BW                             | Kirchhof               | Metzels, Dumstraße 1 (Karte)                    |                  |                 |    |
| BW                             | Pfarrhof               | Metzels, Dumstraße 3 (Karte)                    |                  |                 |    |
| BW                             | Hofanlage              | Metzels, Lutherstraße 1, Neumarktstraße (Karte) |                  |                 |    |
| BW                             | Schmiede               | Metzels, Neumarktstraße 10, 10a (Karte)         |                  | mit Ausstattung |    |
| BW                             | Wohnhaus               | Metzels, Neumarktstraße 2, Rotwinde 1 (Karte)   |                  |                 |    |
| BW                             | Hofanlage              | Metzels, Neumarktstraße 23 (Karte)              |                  |                 |    |
| BW                             | Oberwallbachsmühle     | Metzels, Oberwallbachsmühle 1 (Karte)           |                  |                 |    |
| BW                             | Oberwallbachsmühle     | Metzels, Oberwallbachsmühle 3 (Karte)           |                  |                 |    |
| BW                             | Brunnen                | Metzels, Rotwinde o. Nr. (Karte)                |                  |                 |    |
| BW                             | Wohnhaus               | Metzels, Rotwinde 2 (Karte)                     |                  |                 |    |
| BW                             | Wohnhaus               | Metzels, Rotwinde 5 (Karte)                     |                  |                 |    |
| BW                             | Gehöft                 | Metzels, Rotwinde 10 (Karte)                    |                  |                 |    |
| BW                             | Hofanlage              | Metzels, Rotwinde 12 (Karte)                    |                  |                 |    |
| BW                             | Wohnhaus               | Metzels, Rotwinde 15 (Karte)                    |                  |                 |    |
| BW                             | Schule                 | Metzels, Schulzenstraße 2 (Karte)               |                  |                 |    |
| BW                             | Nebengebäude           | Metzels, Schulzenstraße 2 (Karte)               |                  |                 |    |
| BW                             | Wohnhaus               | Metzels, Schulzenstraße 5 (Karte)               |                  |                 |    |
| BW                             | Nebengelaß             | Metzels, Schulzenstraße 5 (Karte)               |                  |                 |    |
| BW                             | Hofanlage              | Metzels, Schulzenstraße 7 (Karte)               |                  |                 |    |
| BW                             | Kehlmühle: Wohnhaus    | Metzels, In den Liebentalswiesen (Karte)        |                  |                 |    |
| BW                             | Kehlmühle: Hofpflaster | Metzels, In den Liebentalswiesen (Karte)        |                  |                 |    |
| BW                             | Kehlmühle: Mühlgraben  | Metzels, In den Liebentalswiesen (Karte)        |                  |                 |    |

### Oepfershausen
| Bild                                    | Bezeichnung                 | Lage                                           | Datierung | Beschreibung         | ID |
| --------------------------------------- | --------------------------- | ---------------------------------------------- | --------- | -------------------- | -- |
| BW                                      | Pfarrhaus                   | Oepfershausen, Am Anger 10 (Karte)             |           | und Innenausstattung |    |
| BW                                      | Nebengebäude                | Oepfershausen, Am Anger 10 (Karte)             |           |                      |    |
| BW                                      | Gefallenendenkmal           | Oepfershausen, Beckengasse o. Nr. (Karte)      |           |                      |    |
| Direkt Bild zu diesem Denkmal hochladen | Brunnen                     | Oepfershausen, Beckengasse o. Nr., vor Nr. 47  |           |                      |    |
| BW                                      | Gutshof Schwarzes Schloß    | Oepfershausen, Beckengasse 2a, 2b, 2c (Karte)  |           |                      |    |
| weitere Bilder Fotos hochladen          | Kirche                      | Oepfershausen, Beckengasse 8 (Karte)           |           | mit Ausstattung      |    |
| BW                                      | Kirchhof                    | Oepfershausen, Beckengasse 8 (Karte)           |           |                      |    |
| BW                                      | Kirchhofmauer               | Oepfershausen, Beckengasse 8 (Karte)           |           |                      |    |
| BW                                      | Grabsteine                  | Oepfershausen, Beckengasse 8 (Karte)           |           |                      |    |
| Direkt Bild zu diesem Denkmal hochladen | Schule                      | Oepfershausen, Beckengasse 53                  |           |                      |    |
| BW                                      | Scheune / Steinerne Scheune | Oepfershausen, Blumenberg 48 (Karte)           |           |                      |    |
| BW                                      | Gehöft                      | Oepfershausen, Hauptstraße 28 (Karte)          |           |                      |    |
| BW                                      | Schlachthaus                | Oepfershausen, Hauptstraße 36 (Karte)          |           |                      |    |
| Direkt Bild zu diesem Denkmal hochladen | Alte Schmiede               | Oepfershausen, Hauptstraße 62                  |           |                      |    |
| BW                                      | Brunnen                     | Oepfershausen, Hinter der Mauer o. Nr. (Karte) |           |                      |    |
| BW                                      | Brunnen                     | Oepfershausen, Schlossstraße o. Nr. (Karte)    |           |                      |    |
| BW                                      | Gasthaus / Hahnbergschenke  | Oepfershausen, Schlossstraße 32 (Karte)        |           |                      |    |
| BW                                      | Wohnhaus                    | Oepfershausen, Wiesgarten 3 (Karte)            |           |                      |    |
| BW                                      | Gehöft                      | Oepfershausen, Wiesgarten 31 (Karte)           |           |                      |    |

### Unterkatz
| Bild                                    | Bezeichnung             | Lage                                                             | Datierung | Beschreibung                    | ID |
| --------------------------------------- | ----------------------- | ---------------------------------------------------------------- | --------- | ------------------------------- | -- |
| BW                                      | Pfarrhof                | Unterkatz, Dörrensolzer Straße 13 (Karte)                        |           |                                 |    |
| BW                                      | Wohnhaus                | Unterkatz, Dörrensolzer Straße 20 (Karte)                        |           |                                 |    |
| weitere Bilder Fotos hochladen          | Kirche                  | Unterkatz, Dörrensolzer Straße 9 (Karte)                         |           | mit Ausstattung                 |    |
| BW                                      | Kirchhof                | Unterkatz, Dörrensolzer Straße 9 (Karte)                         |           |                                 |    |
| BW                                      | Brücke                  | Unterkatz, Hauptstraße o. Nr. (Karte)                            |           |                                 |    |
| BW                                      | Brunnen                 | Unterkatz, Hauptstraße o. Nr., Ecke Oepfershäuser Straße (Karte) |           |                                 |    |
| BW                                      | Gehöft                  | Unterkatz, Hauptstraße 28 (Karte)                                |           |                                 |    |
| Direkt Bild zu diesem Denkmal hochladen | Villa Haus am Bildstein | Unterkatz                                                        |           | mit Innenausstattung und Garten |    |

### Wahns
| Bild                           | Bezeichnung                    | Lage                                         | Datierung | Beschreibung    | ID |
| ------------------------------ | ------------------------------ | -------------------------------------------- | --------- | --------------- | -- |
| weitere Bilder Fotos hochladen | Evangelisch-lutherische Kirche | Wahns, Am Kirchberg 5 (Karte)                |           | mit Ausstattung |    |
| BW                             | Kirchhof                       | Wahns, Am Kirchberg 5 (Karte)                |           |                 |    |
| BW                             | Kirchhofmauer (Stützmauer)     | Wahns, Am Kirchberg 5 (Karte)                |           |                 |    |
| BW                             | Wohnhaus (Doppelhaus)          | Wahns, Brunnengasse 1 (Karte)                |           |                 |    |
| BW                             | Wohnhaus                       | Wahns, Wahnser Hauptstraße 29 (Karte)        |           |                 |    |
| BW                             | Wohnhaus (Doppelhaus)          | Wahns, Wahnser Hauptstraße 30 (Karte)        |           |                 |    |
| BW                             | Heinrich-Cotta-Waldpark        | Wahns, Kleine Zillbach (Flurbereich) (Karte) |           |                 |    |
| BW                             | Heinrich-Cotta-Denkmal         | Wahns, Kleine Zillbach (Flurbereich) (Karte) |           |                 |    |